# Distenia orientalis
Distenia orientalis es una especie de escarabajo longicornio del género Distenia, categorizada en la tribu Disteniini, de la orden Coleoptera. Fue descrita por Bi & Lin en 2013.

## Descripción
Mide 18,7-26,6 mm de longitud.

## Distribución
Se distribuye por China.